# Órdenes mayores

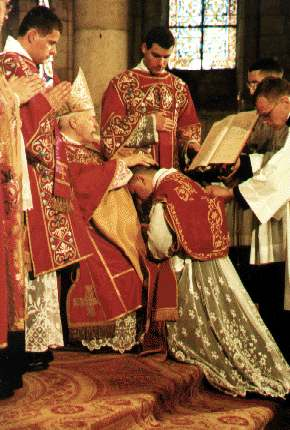
Ordenación de un sacerdote

El término órdenes mayores fue aplicado durante algunos siglos en la Iglesia Católica para distinguir lo que el Concilio de Trento también llamó órdenes sagradas de lo que en ese momento se denominaban «órdenes menores». El Catecismo del Concilio de Trento habla de «varias órdenes distintas de ministros, destinados por su oficio a servir al sacerdocio, y así dispuestos, de modo que, comenzando con la tonsura clerical, puedan ascender gradualmente a través de las órdenes menores a las mayores», y afirma que:

Su número, según la doctrina uniforme y universal de la Iglesia Católica, es de siete, portero, lector, exorcista, acólito, subdiácono, diácono y sacerdote. ... De éstas, algunas son mayores, que se llaman "Sagradas", otras menores, que se llaman "Órdenes Menores". Las órdenes mayores o santas son Subdiaconado, Diaconado y Sacerdocio; las menores o menores son Portero, Lector, exorcista y acólito.

El Catecismo del Concilio de Trento repite así lo que se afirma en el capítulo II del Decreto del mismo Concilio sobre el Sacramento del Orden, usando la palabra «sacerdote» para referirse tanto a obispos como a presbíteros. En el capítulo IV, usa la palabra «sacerdote» para referirse en cambio solo a los presbíteros. Habla de esta forma de los obispos como «superiores a los sacerdotes», y de «la ordenación de obispos, presbíteros y de las demás órdenes». En su canon VI, declara que en la Iglesia Católica «hay una jerarquía constituida por ordenación divina, compuesta de obispos, sacerdotes y ministros».
Por medio de su motu proprio Ministeria quaedam del 15 de agosto de 1972, el Papa Pablo VI decretó: «Las órdenes hasta ahora llamadas menores se denominarán de ahora en adelante 'ministerios'». Al abandonar el término «órdenes menores» automáticamente se puso fin también al uso del término «órdenes mayores».
El mismo motu proprio decretó también que la Iglesia latina ya no tendría la orden mayor del subdiaconado, aunque permitió que cualquier conferencia episcopal que así lo deseara aplicase el término «subdiácono» a quienes ejercen el ministerio (anteriormente llamado orden menor) del «acolitado». Grupos como la FSSP tienen permitido mantener la orden mayor del subdiácono.
Para la Iglesia latina, hay ahora por tanto solo tres órdenes, tal y como se enuncia en el Código de Derecho Canónico : «Las órdenes son el episcopado, el presbiterio y el diaconado». Estas tres órdenes también se conocen como «órdenes sagradas» u «órdenes santas».